# Aielo de Rugat (kommun)
Aielo de Rugat är en kommun i Spanien.   Den ligger i provinsen Província de València och regionen Valencia, i den östra delen av landet, 300 km sydost om huvudstaden Madrid. Antalet invånare är 190. Arean är 7,7 kvadratkilometer. Aielo de Rugat gränsar till Benicolet, Castelló de Rugat, Llutxent, Rugat och Lorcha. 
Terrängen i Aielo de Rugat är platt åt nordväst, men åt sydost är den kuperad.